# Traité byzantino-vénitien (1285)
Pour les articles homonymes, voir Traité byzantino-vénitien.
Traité byzantino-vénitien de 1277 Accord de 1302
Le traité byzantino-vénitien de 1285 est un accord entre l’Empire byzantin et la république de Venise mettant fin à l’état de guerre entre les deux parties. Conclu en juin 1285 à Constantinople et ratifié à Venise peu après il reprenait presque textuellement les termes des accords similaires de 1268 et 1277, cette fois pour une période de dix ans. Il restaurait le droit de Venise à commercer librement dans l’empire, lui donnant libre accès à la mer Noire, donnait aux marchands vénitiens leurs propres quartiers à Constantinople et à Thessalonique. En même temps il reconnaissait la position de la république de Gênes, rivale de Venise, dans l’empire et engageait les deux parties à ne pas contacter d’alliance avec des puissances hostiles à l’une ou l’autre partie. De plus, l’empereur s’engageait à verser des dédommagements aux Vénitiens pour les violations des traités précédents commises par ses citoyens.

## Contexte historique: les traités précédents
Venise devait être l’un des principaux artisans de la chute de Constantinople aux mains des croisés en 1204. Au siècle précédent toutefois, l’empereur Alexis Ier (r. 1081-1118), avait conclu une entente avec la République pour faire face au péril représenté par Robert Guiscard et son fils, Bohémond de Tarente, sur la côte dalmate. En échange de divers droits commerciaux  et d’avantages monétaires et protocolaires pour le doge, l’empereur avait pu utiliser la flotte vénitienne pour couper la ligne de ravitaillement des Normands,.
Après la chute de Constantinople, un nouvel accord avait été conclu en 1219 par l’un des États successeurs, l’Empire de Nicée, avec Venise. Cet accord, qui prenait à nouveau la forme d’un chrysobulle émis par l'empereur Théodore Ier Lascaris (r. 1205-1222) accordait aux Vénitiens la liberté de commercer et d'importer des marchandises dans tout l'Empire sans droits de douane à condition que Venise s’abstienne de donner un appui à l'Empire latin. En plus des droits commerciaux, le doge de Venise, Pietro Ziani, recevait le titre de Despote et de « Dominator du quart et du demi-quart de l'imperium romain ».

L’Empire byzantin sous Michel VIII.

Les choses devaient changer lorsque Michel VIII Paléologue (r. 1261-1282) parvint à rétablir l’Empire byzantin en 1261. Il choisit de s’allier avec le rival traditionnel de Venise, la république de Gênes. Cette dernière gagnait un accès privilégié à la mer Noire au détriment des Vénitiens. En représailles, Venise se lança dans une guerre visant à la fois Gênes et Constantinople. Malgré une importante victoire à la bataille de Settepozzi en 1263, Venise ne parvint pas à prendre le dessus; de son côté, Michel VIII, constatant les résultats militaires décevants de Gênes commença à perdre confiance en son allié et se rapprocha de Venise. Un premier traité, conclu en 1265, ne fut pas ratifié par Venise. Devant la menace que représentait Charles d’Anjou en Italie, lequel menaçait les intérêts tant des Vénitiens que des Byzantins, de nouvelles négociations eurent lieu qui aboutirent au traité de 1268 beaucoup plus favorable cette fois aux Byzantins. Il comprenait une suspension des hostilités pendant cinq ans, un échange de prisonniers et réadmettait dans l’empire les marchands vénitiens dont il encadrait les activités.
Ce traité devait être renouvelé en 1277 pour une période de deux ans. Michel VIII s’assurait que Venise ne participerait pas aux tentatives de Charles d’Anjou d’organiser une croisade contre l’Empire byzantin; les Vénitiens pour leur part conservaient leur accès aux marchés byzantins tout en élargissant leurs privilèges commerciaux en direction de la mer Noire et en obtenant leurs propres quartiers tant à Constantinople qu’à Thessalonique. La courte durée de l’accord indiquait que les deux parties jugeaient la situation fluctuante et se donnaient une marge de manœuvre le cas échéant; de fait à son expiration, les Vénitiens s’allièrent à Charles d’Anjou,.

## État de guerre entre Venise et l’empire (1282-1285)

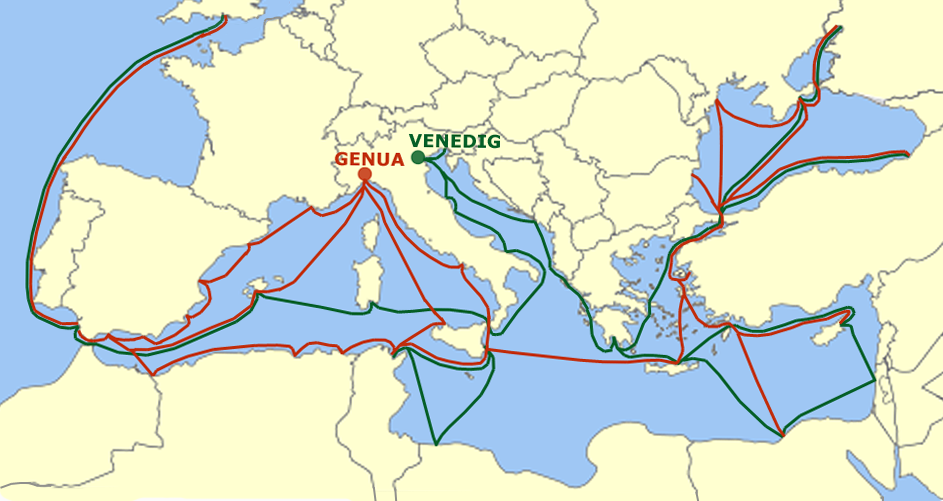
Les routes commerciales de Gênes et de Venise en Méditerranée et dans la mer Noire.

Les Byzantins ne respectèrent pas scrupuleusement les termes de cet accord, si bien que les Vénitiens élevèrent de fortes protestations : en 1278, le doge fit remettre aux Byzantins une liste de plus de 300 méfaits subis par les navires de la république, ses commerçants et leurs biens depuis 1268 aux mains de sujets de l’empire. Nombre des contrevenants étaient des corsaires agissant pour l’empereur; mais il y avait également des représentants impériaux, soldats, agents de douane, gouverneurs locaux et même, à une occasion, un sebastokrator (possiblement le demi-frère de l’empereur, Constantin) qui avait dévalisé et assassiné un archidiacre vénitien capturé sur un navire au large des côtes de Morée. Venise pour sa part pouvait espérer la matérialisation d’une croisade contre l’empire des Paléologue qui aurait permis le retour à sa souveraineté des possessions qu’elle détenait pendant l’Empire latin,. En effet, si le traité d’Orvieto était l’œuvre de Charles d’Anjou et du pape Martin IV, Venise en devenait le maître d’œuvre et fournissait un convoi d’au moins quarante vaisseaux pour protéger la flotte qui se dirigerait contre Constantinople; Charles d’Anjou et le prétendant latin au trône, Philippe de Courtenay, fourniraient 8 000 hommes d’armes et les vaisseaux pour les transporter. Le convoi devait quitter Brindisi au plus tard en avril 1283.
Vu la détérioration des relations entre les deux États, le traité ne fut pas renouvelé à son expiration; un état de guerre existait de fait entre Venise et Byzance. La situation était d’autant plus précaire que presque toutes les puissances balkaniques se rangèrent du côté de Charles : la Serbie et la Bulgarie, le despote d’Épire et pratiquement toute la Grèce occupée par les Latins,. De plus, quelques semaines après la signature du traité d’Orvieto, le pape, un Français allié naturel de Charles d’Anjou, excommuniait Michel VIII : tout le travail que le souverain avait fait au cours des derniers vingt ans pour réconcilier l’Empire et la Papauté par l’union des Églises s’écroulait.
Plusieurs évènements survinrent alors qui devaient complètement modifier la situation.  Le 30 mars 1282, les habitants de Palerme se révoltèrent et massacrèrent tous les Français de la ville. Les « Vêpres siciliennes » se répandirent à travers toute l’ile et la flotte que Charles avait réunie à Messine fut complètement détruite. L’un des seuls alliés resté fidèle à Michel VIII, Pierre d’Aragon, débarqua en Sicile et en chassa les Normands. C’était la fin du rêve d’hégémonie de Charles d’Anjou et du pape, lequel dut dès lors se contenter de prêcher une croisade contre le souverain aragonais en 1284. Mais Venise qui n’était entrée dans cette coalition que pour en tirer parti grâce à sa flotte et ne voulait surtout pas devenir impliquée dans les querelles entre villes italiennes refusa d’y participer. Bien plus, le doge interdit aux principaux ecclésiastiques vénitiens, le patriarche du Grado et l’évêque de Castello, d’encourager leurs fidèles à y participer.
Quant à Michel VIII, l’artisan de l’alliance avec Gênes, il devait mourir quelques mois plus tard, le 11 décembre 1282. Le traité de Nymphaeon de 1261 concédait d'énormes droits commerciaux à Gênes. La cité italienne obtenait ainsi un quasi-monopole économique dans l'Empire. Un incident avait failli ternir ces relations : en 1264, les Génois s’étaient entendus avec Manfred de Sicile pour rétablir l’Empire latin. Il leur avait alors fallu quitter Constantinople pour s’établir à Galata de l’autre côté de la Corne d’Or. Réconciliés avec l’empereur, Gênes continuera pendant un demi-siècle à contrôler l’économie de l’empire à partir de ses nouveaux quartiers. Ce que l’empereur n’avait pas prévu est que cette nouvelle citadelle, située hors du contrôle de l’empire, attirerait bientôt les bateaux du monde entier qui, désertant le port de Constantinople, plongeraient encore plus l’économie de l’empire dans la détresse. 
Tour à tour Philippe de Courtenay, héritier du défunt Empire latin, devait décéder en décembre 1283, suivi de Charles d’Anjou et du pape Martin IV. Des signataires du traité d’Orvieto, seul survivait le doge vénitien Giovanni Dandolo
Si la situation économique était précaire à Constantinople, elle n’était guère plus reluisante à Venise. Une série de catastrophes naturelles produisirent une disette dans la ville qui ne pouvait compter sur l’aide de ses comptoirs situés dans l’Empire byzantin. Chassés de leur quartier de Constantinople, ses marchands ne pouvaient plus la secourir, pas plus que les colonies de Modon, Coron, Negroponte et Crète en lutte contre les forces impériales.
Les deux parties avaient ainsi avantage à se rapprocher. L’initiative devait venir de Venise et être bien accueillie par le nouvel empereur, Andronic II (r. 1282-1328), alors âgé de 22 ans qui avait bien besoin d’alliés vu la précarité de la situation politique, économique et militaire dont il héritait. En septembre 1283, le doge envoya deux ambassadeurs à Constantinople, Andrea Zeno et Marino Morosini. Leurs instructions étaient claires : proposer un nouveau traité d’une durée de sept à dix ans et régler le problème de la dette due par Constantinople pour les méfaits de ses citoyens contre des personnes et biens vénitiens estimés à entre 66 600 à 100 000 hyperpères. Ceux-ci ne devaient atteindre Constantinople qu’en juin 1284. L’empereur qui souhaitait une heureuse conclusion de ces négociations, ne pouvait non plus précipiter les choses, sachant que la population verrait d’un mauvais œil le retour en force des hautains marchands vénitiens. En juin, l’empereur envoya à son tour une délégation à Venise pour contester les montants estimés. De difficiles négociations s’amorçaient. Un mois plus tard, les envoyés byzantins étaient de retour accompagnés d’une deuxième ambassade vénitienne et de deux marchands vénitiens voulant rencontrer l’empereur pour justifier grâce à leur propre cause les montants avancés.
Aucun accord ne fut toutefois conclu et en février 1285, une nouvelle ambassade byzantine prit le chemin de Venise. Les négociations ne permirent pas la conclusion d’une entente si bien que le mois suivant, ce sont les Vénitiens qui dépêchèrent deux nouveaux ambassadeurs en la personne d’Angelo Marcello et de Marco Zeno. Les Vénitiens doutaient alors de la stabilité du régime d’Andronic II. Aussi les instructions des ambassadeurs étaient à l’effet que s’ils trouvaient un autre empereur sur le trône à leur arrivée ils devraient continuer les négociations avec celui-ci. Mais ces rumeurs s’avérèrent exagérées et Andronic II continua d’âpres discussions qui ne se terminèrent qu’en juin. Le 12 juin, un traité en bonne et due forme (et non un chrysobulle comme en 1277, même si la bulle d’or de l’empereur y fut apposée) fut signé au palais des Blachernes en présence d’éminents témoins.

## Le traité byzantino-vénitien (1285)
Ce traité comportait en substance les mêmes termes que celui de 1277. Les clauses en étant substantiellement les mêmes, soulignons simplement les points principaux et les différences.
- (1) Le traité aurait une validité de dix ans avec possibilité de renouvellement si les deux parties y consentaient, alors que le précédent traité (qui était plutôt une trêve), n’avait qu’une durée de deux ans pouvant être reconduite pour six mois. Durant cette décennie les deux parties s’engageaient à ne pas conclure d’entente avec aucune puissance, chrétienne ou païenne, hostile à l’autre partie. Si elle avait été insérée dans le traité précédent, une telle clause aurait rendu difficile aux Vénitiens de s’allier avec Charles d’Anjou de même qu’aux Byzantins de reconduire leurs accords avec les Génois.
- (2) Les termes concernant les possessions existantes de Venise de Crète, Coron, Modon et Negroponte, de même que leur contrôle des iles de l’Archipel, étaient pratiquement les mêmes que ceux du traité précédent.
- (3) Il en va de même des termes et conditions régissant les quartiers vénitiens à Constantinople et Thessalonique, de même que la liberté des marchands vénitiens à commercer dans l’ensemble de l’empire.
- (4) Aucune allusion n’est faite à une éventuelle expulsion des Génois.
- (5) Certaines clauses furent reprises du traité précédent de 1268 : celles portant sur le sort des navires vénitiens qui s’échoueraient sur les rives de l’empire; celles les autorisant à vendre du grain partout dans l’empire à un prix ne dépassant pas les 100 hyperpères pour un centenarium; celle d’être jugés par leurs propres baillis sauf en cas d’homicide; celles portant sur un échange de prisonniers; celles concernant la fabrication d’armes et la lutte contre les pirates.
- (6) Quant au contentieux sur les réparations pour dommages de guerre causés entre 1277 et 1281, l’empereur s’engageait à un paiement final et immédiat de 24 000 hyperpères, ce qui représentait un montant trois fois moindre que les Vénitiens n’espéraient[23].

Ce document constituait ainsi essentiellement un traité commercial donnant aux marchands vénitiens la permission de reprendre leurs activités dans l’empire et en mer Noire pour une durée de dix ans; aucune allusion n’y était faite comme dans les accords précédents à l’amitié et à la coopération qui devaient animer les relations entre les deux États.
Le doge Giovanni Dandolo devait en ratifier chacune des clauses à Venise le 28 juillet 1285. Le lendemain, le Grand Conseil autorisait les marchands à reprendre leur commerce dans l’empire et dans les territoires de la mer Noire soumis au contrôle de l’empire; il nommait un bailli et deux adjoints à la cour de Constantinople.

## Les suites du traité (1285- 1299)

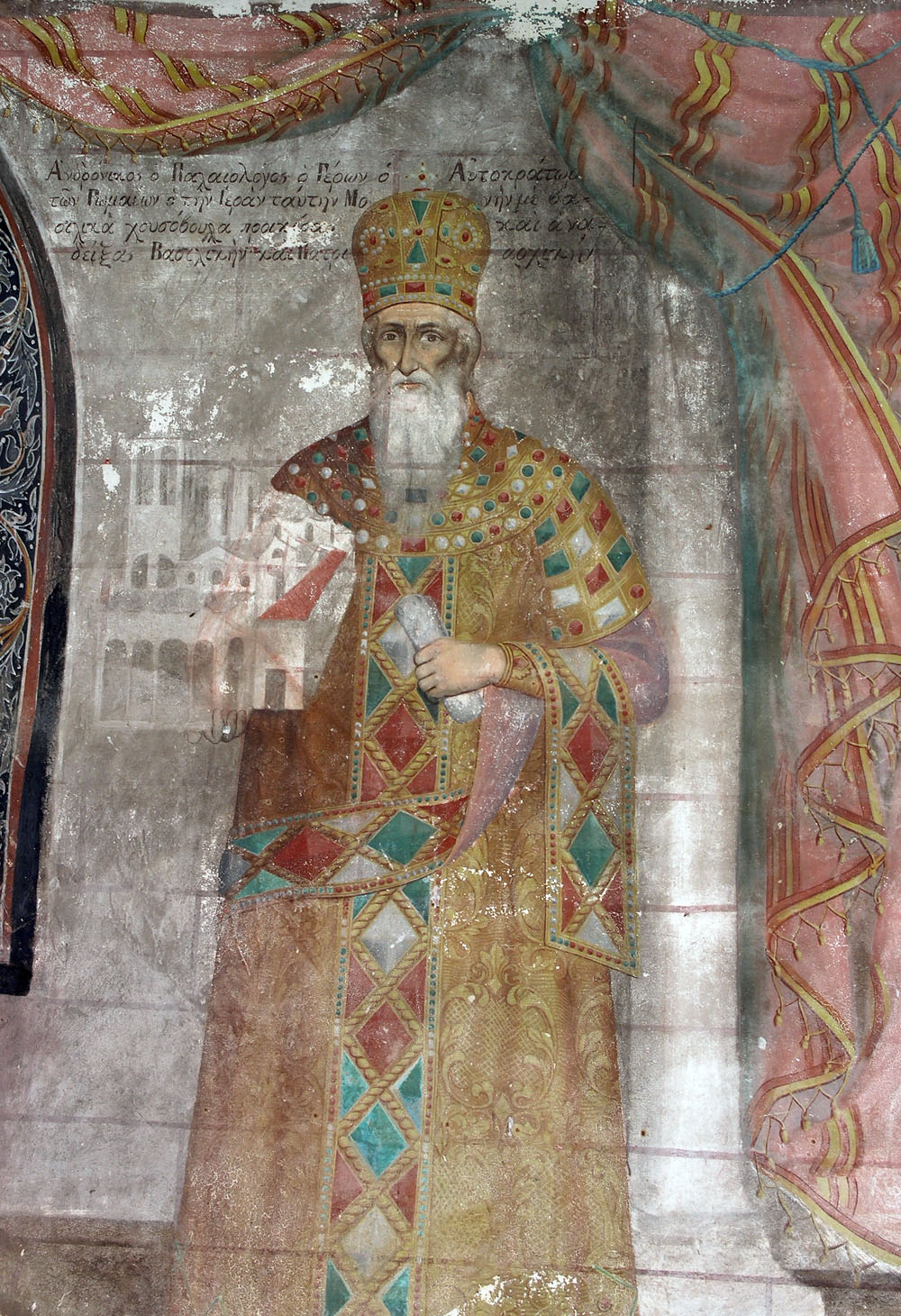
Andronic II Paléologue d’après une fresque du monastère Iera Moni Ioannou Prodromou.

Dès son avènement, Andronic II avait tenté de ramener l’ordre dans l’empire. Il avait immédiatement révoqué la politique d’union des Églises promulguée par son père pour apaiser les tensions religieuses. Il espérait également ramener les finances publiques à un meilleur équilibre en réduisant les dépenses militaires. L’armée vit ses effectifs réduits de façon drastique. Or, ceux-ci reposaient depuis des décennies sur des mercenaires alains et crétois qui fuyaient les invasions vénitiennes et tatares . De même, se fiant sur le fait qu’il n’aurait plus à combattre sur mer et que Génois et Vénitiens garantiraient sa protection, il licencia les équipages de sa marine de guerre et fit mettre au rebut les quelque quatre-vingt galères qui la formait, acceptant à contrecœur l’avis de ses conseillers qui l’assuraient que le danger des républiques italiennes était maintenant chose du passé et que, l’hérésie de son père ayant été rejetée, Dieu assurerait à l’avenir la défense de l’empire orthodoxe,,. Quant aux mercenaires ainsi licenciés, ils n’eurent d’autre choix que d’aller grossir les armées vénitiennes, génoises et turques, ou encore de se joindre aux bandes de pirates qui infestaient la mer Égée.
L’empereur devait regretter d’avoir écouté ses conseillers. Lorsque la guerre éclatera en 1293 entre Gênes et Venise, guerre qui durera six ans, Constantinople se trouvera bien malgré elle au cœur du conflit. En juillet 1296, une escadre vénitienne attaquera les ports de Péra et de Galata, tentant de forcer la défense de la Corne d’Or. En représailles les Génois réfugiés dans la ville s’en prendront aux Vénitiens également présents et se livreront à un carnage sans merci. Au même moment des corsaires vénitiens dévasteront les établissements génois de la mer Noire. Le conflit entre Gênes et Venise trouvera sa solution dans le traité de Milan de mai 1299, laissant toutefois Venise en guerre avec Constantinople. Ce n’est qu’après une démonstration de force des Vénitiens sous les murs mêmes de Constantinople qu’une ambassade byzantine sera envoyée à Venise. À nouveau, la question des réparations de guerre se trouvera au centre des négociations. Enfin, le 4 octobre 1302 un nouveau traité sera signé par le doge Pietro Gradenigo et ratifié par l’empereur Andronic le 7 mars 1302.